# Ráckeve
Ráckeve je mesto na Madžarskem, ki upravno spada v podregijo Ráckevei Županije Pešta.